# Mona Rico
Mona Rico (née Enriqueta Valenzuela le 15 juillet 1907, et morte le 15 juillet 1994) est une actrice américaine d'origine mexicaine.

## Biographie
Elle fut découverte par Ernst Lubitsch.
Après l'avènement du parlant, elle n'eut plus que des rôles secondaires et survécut à un accident d'avion lors de sa nuit de noces, ce qui la contraignit à avoir recours à la chirurgie esthétique.
Elle fut l'une des WAMPAS Baby Stars de 1929.

## Filmographie partielle
- 1929 : L'Abîme (Eternal Love) d'Ernst Lubitsch
- 1929 : Shangai Lady[2]
- 1930 : A Devil with Women d'Irving Cummings
- 1932 : La Foudre d'en bas (Thunder Below) de Richard Wallace
- 1935 : Je veux être une lady (Goin' to Town), de Alexander Hall[3]
- 1937 : Le Retour de Zorro[4]
- 1941 : My Life with Caroline de Lewis Milestone